# Miloš Bojović (basket-ball, 1981)
Pour les articles homonymes, voir Miloš Bojović (basket-ball) et Bojović.
Miloš Bojović (en serbe : Милош Бојовић), né le 2 décembre 1981, à Belgrade, en République socialiste de Serbie, est un joueur serbe de basket-ball. Il évolue au poste d'arrière.

## Palmarès et distinctions

### Palmarès
- Champion du Monténégro 2009
- Coupe du Monténégro 2009
- Vainqueur de la coupe de Belgique en 2022 avec le Limbourg United.

### Distinctions personnelles
- MVP du championnat de Serbie 2007